# Humboldthain (Bautzen)

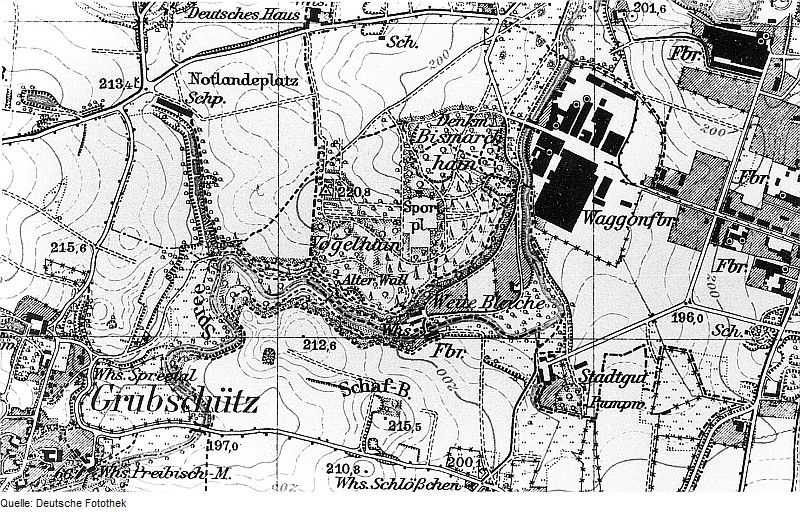
Karte des Humboldthain noch mit altem Namen Bismarckhain

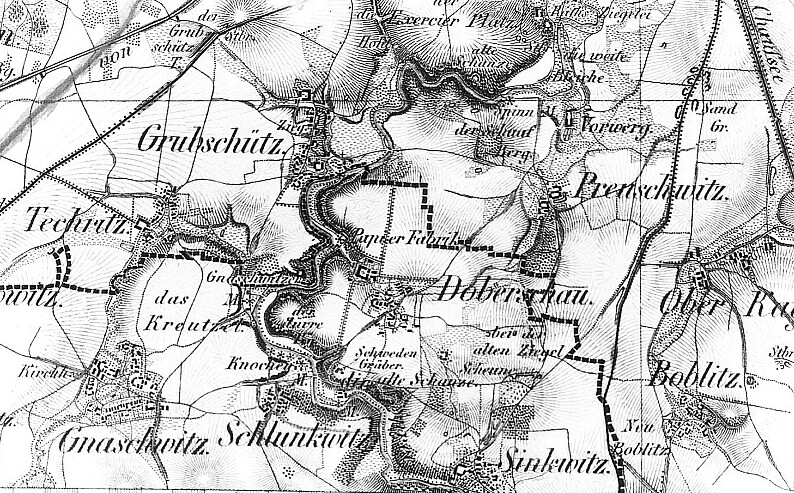
Karte von Oberreit um 1845 des Humboldthains

Der Humboldthain, obersorbisch Humboldtowy haj, ist ein bewaldetes und mit zahlreichen Wegen erschlossenes öffentliches Naherholungsgebiet am südwestlichen Stadtrand von Bautzen in der Westvorstadt.
Mit einer Fläche von rund 50 ha, wenn man die Flächen der Weiten Bleiche und der sogenannten Viehweidewiesen dazu zählt, ist der Humboldthain die größte Parkanlage von Bautzen.

## Lage
Der Humboldthain liegt ca. 1,75 km südwestlich vom Stadtzentrum entfernt, begrenzt durch die Spree im Süden und Osten sowie durch Landwirtschaftsflächen (Feldflur und an der Spree Wiesen) im Norden und Westen. Das Betriebsgelände von Bombardier Transportation, ehemals Waggonbau Bautzen, befindet sich östlich der Spree. Nordwestlich liegt das Freibad „Spreebad“. Vom Stadtzentrum aus erreicht man zu Fuß den Humboldthain am günstigsten über die Neusche Promenade, die von der Bleichenstraße ausgeht.

## Geschichte

### Frühgeschichte
Schon von der Mittelsteinzeit an ist das Vorkommen von Menschen im Gelände des Humboldthaines (Neusche Anlagen und Bismarckhain) an verschiedenen Stellen, besonders am Galgenberge, durch bearbeitete Feuersteine nachgewiesen. Die Jungsteinzeit (um 5000 v. Chr.) wird durch schnurverzierte Urnen, die auf dem ehemaligen Flugplatz (Wiesen nordwestlich des Humboldthains) gefunden wurden, belegt, die ältere Bronzezeit wiederum durch den Fund von zwei großen Ösen-Halsringen am Ostabhang des ehemaligen Exerzierplatzes. Ein bronzezeitliches Hügelgräberfeld in der Nähe des Alten Walles ist eingeebnet worden.

### Mittelalter
In der slawischen Zeit, beginnend um 500 n. Chr., lag auf dem Gebiet die Ortschaft Ottelwitz beziehungsweise ein gleichnamiges großes Einzelgehöft (villa), die einzig durch eine Urkunde vom 19. Januar 1272 belegt ist, in der die Markgrafen Johann, Otto und Konrad die Mark oder Flur der „villa“ Ottelwitz der Stadt Bautzen als Viehweide überwiesen. Das alte Hutungsrecht der Mark Ottelwitz hat sich im Laufe der Zeit in ein Besitzrecht der Stadt gewandelt. Im Mittelalter waren die Bürger berechtigt, ihr Vieh durch den Stadthirten durch die Hirtengasse und das Hirtentor dorthin auf die Weide treiben zu lassen.

#### Alter Wall

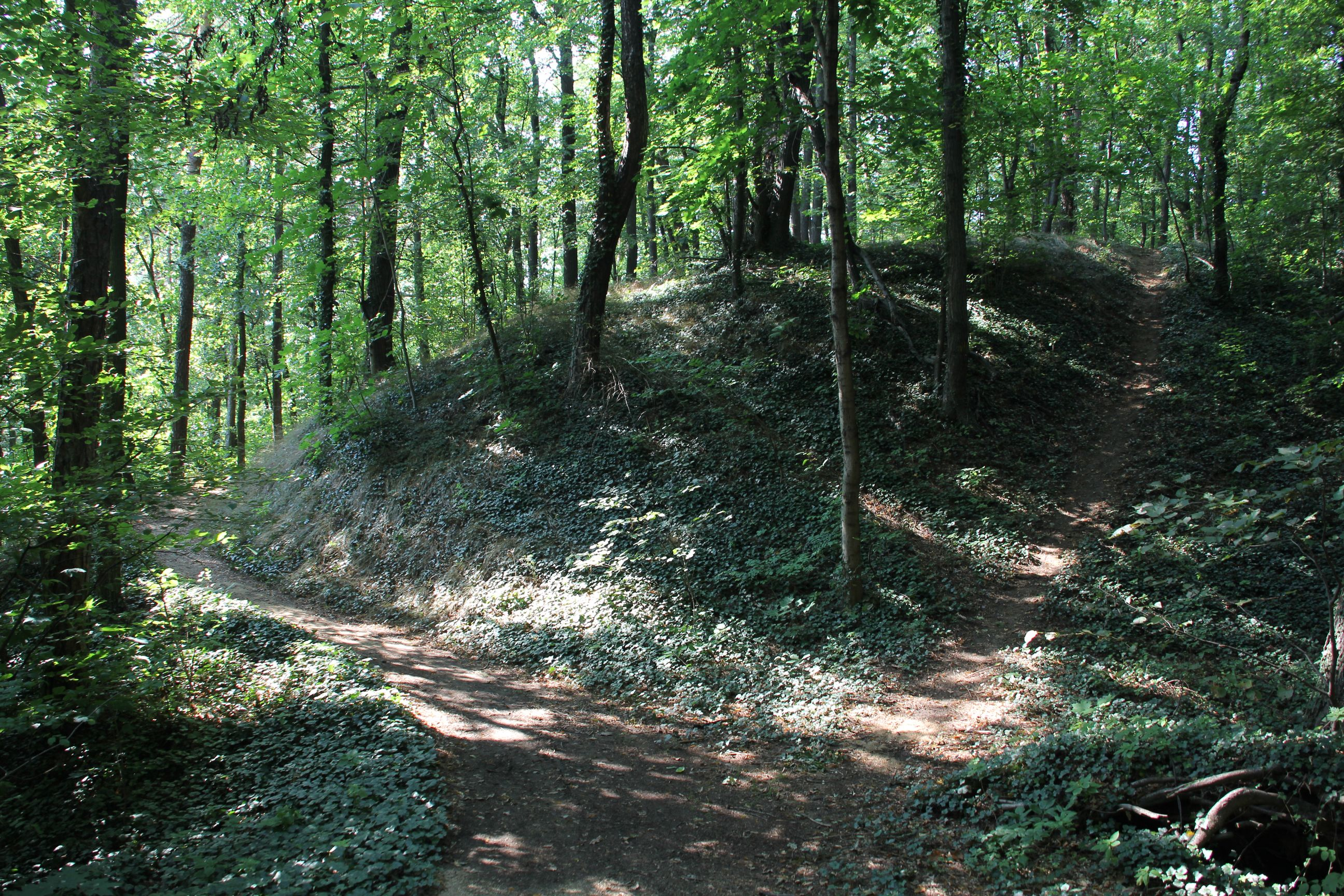
Alter Wall im Humboldthain

Auf der Steilhangseite führt ein Weg oberhalb der Felsen spreetalaufwärts, der nahe der Flurgrenze von Stiebitz auf einen slawischen Abschnittswall stößt, der hufeisenförmig mit der offenen Seite zum Steilufer der Spree eine kleine ehemalige Burg begrenzt. Die größte Ausdehnung des Walles, mit Wallhöhen von ungefähr 5 Metern, beträgt 50 Meter und die besiedelte Fläche der Burg mag über dem felsigen Prallhang der Spree höchstens 30 bis 40 Meter breit gewesen sein. Unmittelbar im Vorfeld am Wallfuß sind trotz der ständigen Überackerung und der Bewaldung die Kennzeichen des ehemaligen Wallgrabens recht deutlich. Der ehemalige Zugang zur Burganlage scheint im Osten ganz nahe am Steilabhang gelegen zu haben. Neben Getreidefunden wurden bei einer Grabung von 1905 ein vollständig erhaltener kuppelartiger Backofen mit Lehmtenne und eine Herdstelle mit vielen Keramikscherben und Abfällen gefunden. Die Lage der kleinen Burg etwa in der Mitte zwischen den Anlagen von Doberschau und Bautzen belegt infolge der geringen Entfernung zu diesen eine starke Aufgliederung des slawischen Siedlungsgebietes schon in ältester Zeit.

### Neuzeit
An den Ostabhängen der alten Viehweide wurde Lehm gefunden, worauf der Stadtrat dort um 1700 eine Ziegelscheune, nach seinem langjährigen Pächter Rudolfsche Ziegelscheune genannt, errichtete. Im Jahr 1879 wurden ihre Gebäude abgebrochen. Die alten Lehmgruben sind im Gelände noch zu erkennen.

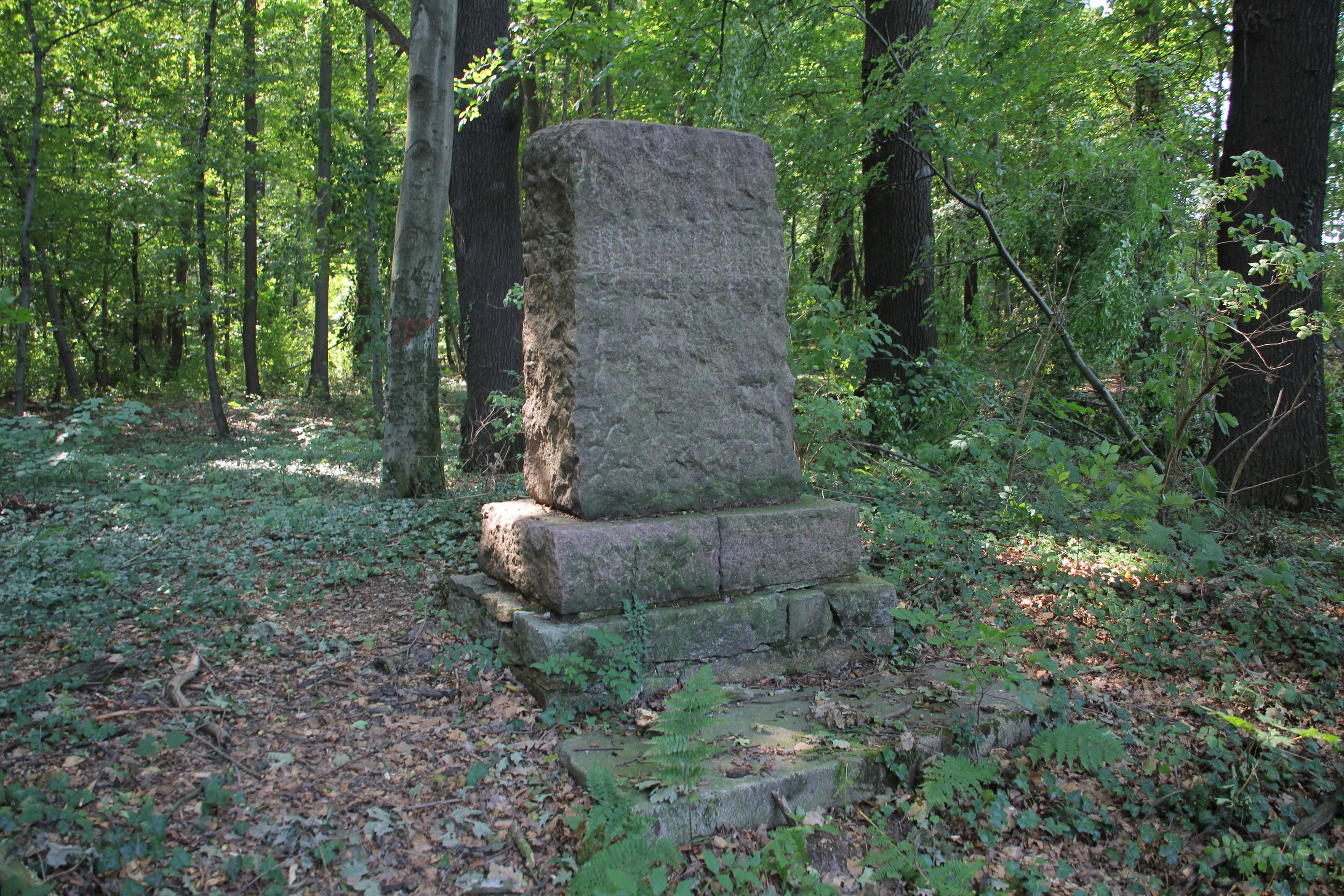
Bismarckstein im Humboldthain

Im Jahr 1895 ließ der Rat der Stadt Bautzen auf dem Platze der ehemaligen Rudolfschen Ziegelscheune zu Ehren des Reichskanzlers Otto von Bismarck zu dessen 80. Geburtstag 80 Eichen pflanzen und einen Weg zum sogenannten Bismarckhain aus den Mitteln der Neuschen Stiftung von Johann Friedrich Neu (1864: 3600 Mark) anlegen. 1911 wurde begonnen, eine größere Anpflanzung anzulegen, auf die der Name Bismarckhain überging. Es wurde aber erst 1907 ein Gedenkstein im Bismarckhain aufgestellt, zu dem der „Verein ehrenvoll verabschiedeter Militärs“ 1896 400 Mark stiftete, deren Schriftzug heute aber nicht mehr erhalten ist.
Nach 1910 wurde der auf einem Teil der Flur der Wüstung Ottelwitz seit 1767 befindliche Exerzierplatz, der sich auf den alten Viehweidewiesen befand, aufgegeben und kurzzeitig als Flugplatz genutzt. Der Rat der Stadt Bautzen begann einen Teil des Geländes aus Mitteln der Stiftung Neu in einen Waldpark für die Bürgerschaft umzuwandeln. Der Plan zu dieser Anlage wurde von dem Gartenarchitekten Großmann aus Leipzig entworfen. Der Plan wurde am 4. Juni 1912 von den Behörden genehmigt. In den Notjahren nach dem Ersten Weltkrieg musste die weitere Durchführung des Großmannschen Planes unterbrochen werden, und der Stadtrat überließ das ungenutzte Gelände bedürftigen Bittstellern zum Anbau von Kartoffeln und Gartengemüse.
Der Humboldthain erhielt seinen jetzigen Namen 1945, nachdem der ehemalige nordöstlich gelegene Bismarckhain und der westlich gelegene Vogelhain zusammengefasst wurden. Der Stadtrat bezog den vorhandenen Steilhangwald und die Felsen entlang des linken Spreeufers sowie den damaligen Bismarckhain oberhalb der Weiten Bleiche in die Parkanlage mit ein.

## Bemerkens- und Sehenswertes

### Steinbruch und Waldtheater
In einem Steinbruch hinter der Weiten Bleiche, schon 1831 nachgewiesen und bis um 1870 in Betrieb, wurde nach dem Ersten Weltkrieg ein Waldtheater eingerichtet. Dieses bestand ab 1920 aber nur wenige Jahre. In ihm wurden in dieser Zeit vom Dürerbund Hans-Sachs-Spiele sowie Märchenstücke aufgeführt. 1924 wird das Lustspiel „Im weißen Rößl“ aufgeführt und in den 1920/30er Jahren finden Veranstaltungen sozialistischer Jugendorganisationen statt. In den 1960er Jahren erinnerte man sich der Theatertradition und machte sich Gedanken, das Theater wieder in Nutzung zu nehmen. Die Bühne mit 12 × 6 Metern war noch relativ gut intakt. Es blieb aber dabei.

### Naturdenkmal

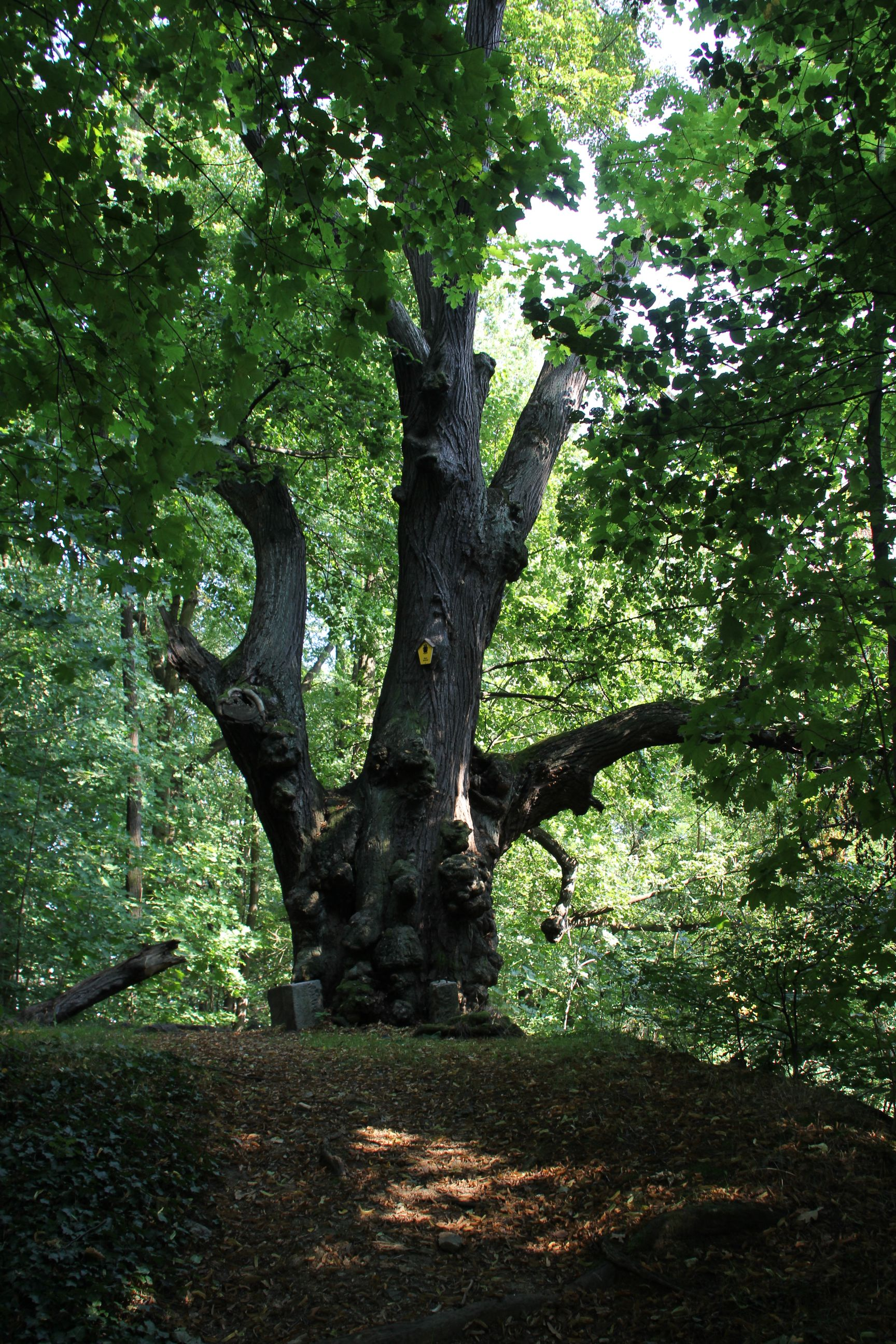
Winterlinde im Humboldthain

Über dem nördlichen Rand des ehemaligen Waldtheaters steht die älteste Winterlinde der Flur der Stadt Bautzen, ein imposantes Naturdenkmal (Beschluss: 5. Juli 1937) mit einem Stammumfang von rund 6,3 Metern (Messung vom 29. August 2011).

### Paul-Jänichen-Weg
Direkt am linken Spreeufer führt von der Neuschen Promenade bis zum Weg Am Humboldthain in Grubschütz der nach dem Oberlehrer, Wanderführer und Vorsitzenden des Bautzener Gebirgsvereins – Paul Jänichen (1883–1960) – benannte Weg. Der naturbelassene Pfad ist mit rotem Strich auf weißem Grund als Wanderweg markiert und eine stark frequentierte Verbindung durch das Spreetal südlich von Bautzen ins Bautzener Oberland. Bis in die 1940er Jahre ist ein ähnlicher uferbegleitender Weg auch am rechten Flussufer dokumentiert. Beide Wege waren durch einen Steg über die Spree im Bereich des Alten Walls miteinander verbunden. Vom Steg kann man heute noch zwei gut erhaltene Flusspfeiler aus Granit sehen.

## Schutzgebiet

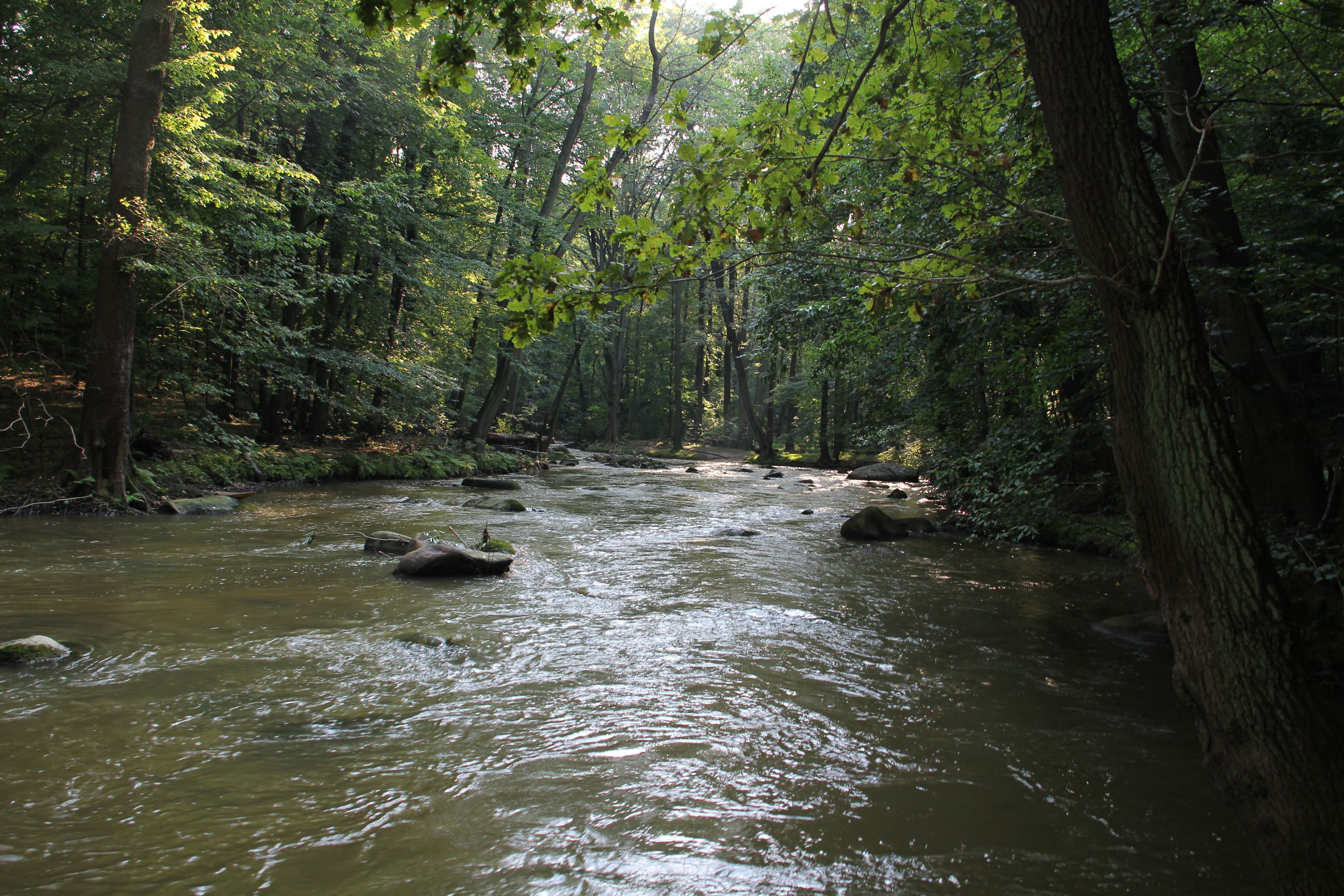
Spree am Humboldthain

Der Humboldthain mit seinen älteren Buchen- und Eichenwaldbeständen (als wertvolle FFH-Lebensraumtypen) aber auch seinen Fichtenbeständen gehört zum 82,9 ha großen Landschaftsschutzgebiet „Spreetal“ und zudem als nördlichste der sechs Teilflächen (Bezeichnung „Spreetal südwestlich Bautzen“ mit 60,5 ha) zum FFH-Gebietes „Spreegebiet oberhalb Bautzen“.